# Giorno del pioniere

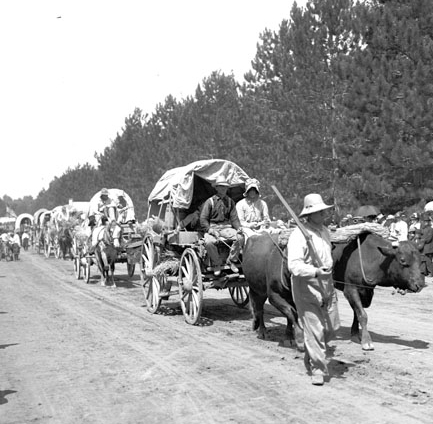
Rievocazione storica dei pionieri mormoni nel 1912: la parata del "Pioneer Day" a Liberty Park, Salt Lake City, Utah.

Il Giorno del pioniere (in inglese Pioneer Day) è una festività ufficiale celebrata il 24 luglio nello stato dell'Utah, con alcune celebrazioni nelle zone degli stati limitrofi colonizzate originariamente dai Pionieri mormoni. Tale festività commemora l'entrata di Brigham Young e del primo gruppo di Pionieri mormoni nella Valle del Lago Salato (Salt Lake Valley) avvenuta il 24 luglio 1847. Qui i Santi degli ultimi giorni s'insediarono al termine di un esodo di circa mille miglia e pieno di insidie, dopo essere stati cacciati via con la forza da Nauvoo e da altri luoghi negli Stati Uniti orientali. Parate, fuochi d'artificio, rodei e altri festeggiamenti aiutano a commemorare l'evento.
Oltre ad essere una festività ufficiale in Utah, il Giorno del pioniere è considerato un'occasione speciale da molti membri della Chiesa di Gesù Cristo dei santi degli ultimi giorni (Chiesa mormone).